# Santiago Umba
Abner Santiago Umba López (Arcabuco, 20 novembre 2002) è un ciclista su strada colombiano che corre per l'XDS Astana Development Team; è professionista dal 2021.

## Palmarès
- 2019 (Juniores)

1ª tappa Vuelta a Pamplona (Cordovilla > Mutilva)
3ª tappa Vuelta del Porvenir de Colombia (Yopal > Monterrey)
5ª tappa Vuelta del Porvenir de Colombia (Yopal > Yopal)
- 2021 (Androni Giocattoli-Sidermec, due vittorie)

3ª tappa Tour Alsace (Vesoul > La Planche des Belles Filles)
1ª tappa Tour de Savoie Mont-Blanc (Bonneville > Praz-sur-Arly)

### Altri successi
- 2021 (Androni Giocattoli-Sidermec)

Classifica giovani Vuelta al Táchira
Classifica giovani Tour de Savoie Mont-Blanc
- 2023 (GW Shimano-Sidermec)

Classifica a punti Vuelta de la Juventud

## Piazzamenti

### Grandi Giri
- Vuelta a España

2024: 106º

### Classiche monumento
- Liegi-Bastogne-Liegi

2024: 76º
- Giro di Lombardia

2022: 87º
2024: ritirato

### Competizioni mondiali
- Campionati del mondo

Glasgow 2023 - In linea Under-23: ritirato